# 中西其十
中西 其十（なかにし きじゅう、1899年（明治32年）4月21日 - 1922年（大正11年）1月18日）は、京都府出身の俳人。京大三高俳句会設立会員、「京鹿子」創刊同人。本名、喜重郎。

## 経歴
京都府船井郡檜山村（ひのきやまむら）字八田第三番戸（現・船井郡京丹波町八田）に生まれる。父母の名は現在のところ不明。
1916年（大正5年）、同志社中学3年に中途編入。中学では小西米太という親友を得、島崎藤村の詩や古人の俳句について語り合い、また、芝居や浄瑠璃へも共に行った。
1919年（大正8年）3月、同志社中学校卒業。米太と共に、本格的に俳句を書き始める。当初の俳号は喜郎や西郎、坡十など。三高入学後に其十と名乗った。
同年9月、第三高等学校文科丙類（フランス語）入学。日野草城との出会いは不明だが、同月、学年で一年上の草城や其十らは、ホトトギス俳人で三井銀行行員である岩田紫雲郎宅（清水坂、当時34歳）に集い、京大国文学教授の藤井乙男（俳号、紫影＝子規、虛子と親交のある国文学者）を交え、京大神陵俳句会を始めた。其十の句は《菊を嗅ぐわれは淋しき男かな》。
1920年（大正9年）2月23日、「虛子先生歓迎京大三高俳句会」が京大学生集会所乾の間で開かれ、始めて虛子に見（まみ）え、虛子選二句を得る《春の霜おけるもおかぬも笹広し》《蝋燐寸今消ゆ春の霜の上》。9月、《薄光かたき蛍の骸より》で「ホトトギス」「雑詠」（虛子選）初入選を果たす。
同年11月、草城は鈴鹿野風呂、岩田紫雲郎、田中王城ら大人とも諮り、同人誌「京鹿子」を創刊、原始同人は、草城（編輯兼発行人）、野風呂（発行所は野風呂の父・勝近宅に置かれた）、紫雲郎、王城の他、高濱赤柿（京大1回生）と其十の六人であった。「京鹿子」には、創刊当初、「ホトトギス」雑詠に入選経験のある者のみが同人資格を有するという厳しい決まりがあった。其十はそれをクリアしていたのである。
1921年（大正10年）初夏、結核を発症、京都府立病院に入院。医学生であった五十嵐播水に「左肺下葉浸潤性」の意味を問うなどしている、《狭霧おちて五月雨窓に比叡なし》。夏、退院し、実家療養、《退院人になやましきまで夏灯》。10月3日上洛、同級生であった山口誓子とカフェで遊ぶ、《きくさんは風邪ひいてゐて静かかな》。10月9日、宇治の小西米太の下宿を訪れ、ひと月滞在。11月8日、下宿に戻る。同9日、下宿に訪ねてきた播水、誓子と句会、《木枯に煽られ舞ふや橋の女》。同10日、京大三高俳句会の「紅葉の句会」に出席、《夕月に黯むのみの紅葉かな》。同15日、帰省、二度目の自宅療養に入る。
1922年（大正11年）1月18日午後3時、実家にて永眠。享年24。満22歳9ヶ月であった。
2月1日、其十追悼京大三高俳句会が開かれる。参会者は22名であった。「京鹿子」同年3月（第17輯）は「其十追悼号」。播水が編集した「其十句集（未定稿）」（題詞、草城）、哀悼吟（其十を除く8同人）、小西米太「其十君と私」、五十嵐播水「浮び来る其十」、岩田紫雲郎「其十の霊に捧ぐ」が載る。また、草城は「感傷春秋（十二）哀悼故人其十五句」《追儺豆に病魔払はせうと思うたに》などを寄稿、一般会員の「其十追悼」11句が掲げられてもいる。

## 評伝
2022年（令和4年）で歿後100年となるが、2021年（令和3年）現在、纏まった評伝は次の二本のみ。
- 金子又兵衛[15]「中西其十論」（金子著『日本古典文藝の論理と構想』p346 - 360　1971年 金子又兵衛教授古稀記念事業会

　初出は『島田教授古稀記念国文学論集』1960年 関西大学国文学会で、タイトルは同じ）
- 島田牙城「中西其十発見」（島田著『俳句の背骨』p131 - 156　2017年 邑書林

　初出は大阪俳句史研究会紀要「俳句史研究」第21号で、タイトルは同じ　2014年。なお、原文は「里」2011年11月号である）

## 評価
- 日野草城……其十の句、すべて完璧なりとは断じ難し。曽〻意余つて語至らざるもの無きにしもあらず。然りと雖も未完の句亦何物かを蔵す。片璧琢磨の足らさりしを憾む而己。切瑳をして飽かしめば粒々正に金剛石たりしならむ。洵や其十は偉大なる未成品なりしなり。茲に其十が光輝ある作品を集輯し之を剞劂に附するに当り、往日の彼が風貌を偲び彼が材器を憶ひ、涙痕更に新なるを覚ゆるなり。（「京鹿子」第17輯掲載の「其十句集」題詞より）

- 岩田紫雲郎……俳聖其十よ、君は至純なをちつきのある叙情詩人であつた。其の句作の態度は遅吟ではあつたが一面に於て熱のこもつたもので常に深い処を掘りこんで行くやうに見える。あの一句も苟しくもせぬと云ふ真剣な作句態度は年若い俳人には真似の出来ぬ処で常に敬服してゐた。（「京鹿子」同上「其十の霊に捧ぐ」より）

- 金子又兵衛は、其十の女を詠んだ句に着目し、「感覚俳句・官能俳句」といい、「西洋の詩で云ふならば、ボードレールやヴェルレーヌ、オスカー・ワイルドあたり、日本の絵で云ふならば、光琳や宗達や鈴木春信あたり。其十が出した線と色彩はそこまで達したのである」と絶讃している。（同上、「中西其十論」より）

- 島田牙城は初期の句《人妻とやがてなる身や宵の春》を取り上げ、草城の代表句《けふよりの妻（め）と來て泊（は）つる宵の春》とを比べ、「二句に隔りはある」としつつも、「（草城の）「ミヤコ　ホテル」発表の十五年も前に、草城の同志とも言ふべき若者によつて作られてゐたといふ事実」を指摘している。また、「其十の句は俗に少年に期待するやうに言はれる健康的な性とかといふ綺麗事ではない。又兵衞さん風に頽廃的・変態的と言つてもいいが、童貞の軋みを持つ肉を感じる」と評した上で、其十の《そのおもひ出人こそしらね稲の花》と草城の《春暁やひとこそ知らね木々の雨》の用語の類似に触れ、「ことほど然様に若き仲間は影響を与へ合ふといふこと」と切磋琢磨する仲間同士の大切さを二人の関係に見ている。（同上、「中西其十発見」より）

- 島田の其十再発見を受け、「里」2011年12月号に、
  - 室生幸太郎「其十感想 - 率直な疑問とともに」
  - 宇多喜代子「急かねばならぬことやあまた」
  - 伊丹啓子「其十発掘の快挙」
  - 川名 大「其十復権 - その多彩な新風」
  - 四ッ谷 龍「中西其十と京大三高俳句会」

が載り、また、これらを受けて、「里」2012年1月号に、
- 島田牙城「文献、あるいは源流の一しづくへの道」

が掲載された。

## 作品
- スヰートピーしほれつくしてなほ挿し居り
- われに笑んで絵日傘すぐる誰だあれは
- 薄光かたき蛍の骸より
- 秋冷や唇をはなるゝ指の音
- 女装して骨こまやかや青嵐
- ゆるせ君が扇の風をぬすみしよ
- 秋風に今はことなるなみだかな（病臥遂に秋を得たり三句　うち一句）
- 白脛をべとりと舐めし牡丹かな
- 人妻とやがてなる身や宵の春
- かくまでに行き濡れておゝお月さま

「京鹿子」第17輯掲載の「其十句集」全句は、「里」2011年11月号に転載されている。